# Laemodonta typica
Laemodonta typica är en snäckart som först beskrevs av H. och Arthur Adams 1854.  Laemodonta typica ingår i släktet Laemodonta och familjen dvärgsnäckor. Inga underarter finns listade i Catalogue of Life.